# Rúni Seloy
Rúni Seloy (født 6. februar 1994 i Hvidovre) er en færøsk mellemdistanceløber, som har vundet det færøske mesterskab cirka 15 gange og derudover blandt andet vundet de danske ungdomsmesterskab på 800 meter og 1500 meter. 
Seloy løber for Hvidovre Atletik og Motion og den færøske atletik klub "Bragdið". 

## Færøske rekorder, danske ungdom- og juniormesterkaber og dansk ungdomsrekord
Seloy slog igennem 2008 som dobbelt ungdoms-danmarksmester for 15 årige. Han vandt 800 meter på tiden 2,04,93 og 1500 meter med tiden 4,20,49.Han gentog bedrifen på 800 meter indendørs 2009 med tiden 2,06,68  og 2010 på tiden 1.59,62 , som også er ny senior færøsk rekord samt dansk ungdoms rekord., 
Han var samme år den eneste løber i det danske kongerige, som blev udtaget til at deltage i European Youth Olympic Trials i Moskva og den første færing som er blevet udtaget til denne eller lignende konkurencer. Han deltog på 1000 meter, hvor han medå tiden 2,32,86 blev nummer 20 ud af 36 startende, tre sekunder fra en finaleplads. 2012 blev det til sølv ved de danske juniormesterskaber på tiden 1,58.58, som samtidig var ny færøsk rekord.

## Personlige rekorder
- 800 meter: 1,56.73 Østerbro Stadion 12. september 2009 (Færøsk rekord)
- 800 meter-inde: 1:56.51 i Reykjavik i januar 2015 (Færøsk rekord)[9]
- 1500 meter: 4.17.10 Glostrup Stadion 4. september 2010

## Eksterne links
- Statletik.dk – Profil Runi Seloy (Webside ikke længere tilgængelig)
- Facebook.com, Rúni Seloy's Facebook Fan Club.
- Bragdid.fo

| Atletikudøver | Spire Denne biografi om en atletikudøver er en spire som bør udbygges. Du er velkommen til at hjælpe Wikipedia ved at udvide den. |